# Cyrtorhina balabacensis
Cyrtorhina balabacensis is een krabbensoort uit de familie van de Raninidae. De wetenschappelijke naam van de soort is voor het eerst geldig gepubliceerd in 1971 door Serène.